# سان دورليجو ديلا فالي
سان دورليجو ديلا فالي ((بالسلوفينية: Dolina)‏ ؛ تريستين: Dolina أو San Dorligo) هي كومونا تقع في منطقة فريولي فينيتسيا جوليا الإيطالية، وتقع على بعد حوالي 4 كيلومتر (2.5 ميل) جنوب شرق ترييستي، على الحدود مع سلوفينيا. اعتبارًا من 31 ديسمبر 2004، كان عدد سكانها 6019 نسمة ومساحتها 24.5 كيلومتر مربع (9.5 ميل2).

## اسم

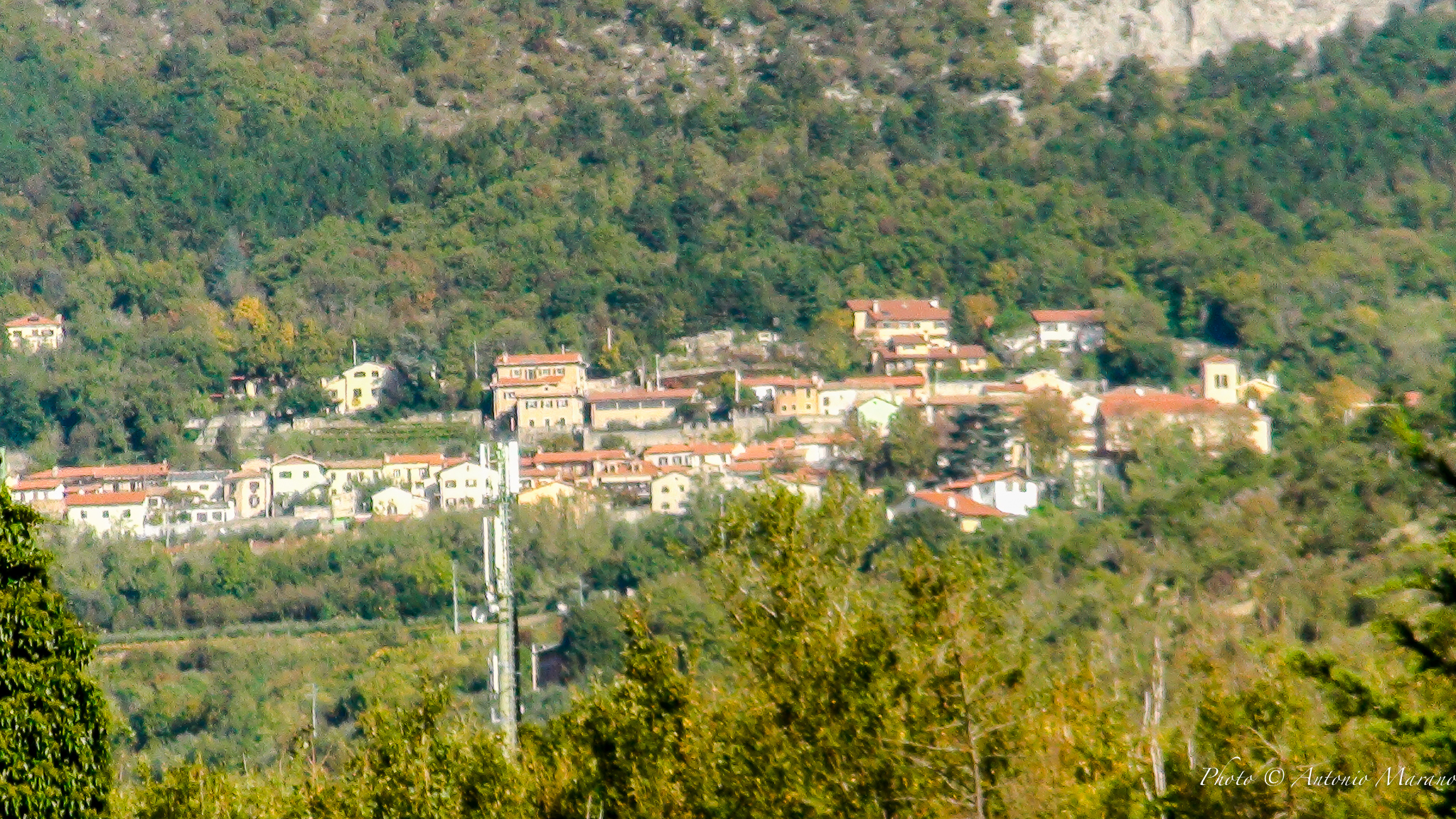
إطلالة سان دورليجو ديلا فالي

الاسم السلوفيني للمدينة دولينا يعني"valley" ألا وهو «الوادي». كان هذا هو الاسم الرسمي باللغة الإيطالية أيضًا، حتى تمت إعادة تسميته إلى سان دورليجو ديلا فالي في عام 1923، كجزء من السياسات الإيطالية الفاشية. ففي لهجة Triestine الإيطالية المحلية، كان يشار إلى القرية دائمًا ببساطة باسم Dolina . وفي عام 2003، تم اعتماد الاسم Dolina كإسم رسمي لهذه للمستوطنة في كلتا اللغتين. ومع ذلك، لا تزال البلدية تسمي سان دورليجو ديلا فالي باللغة الإيطالية. "San Dorligo" (قديمًا "Durlic") وهو الاسم المتشكل من لهجة Tergestine لشفيع المدينة، Ulrich of Augsburg (Sant'Ulderico).

## الموقع الجغرافي
تقع بلدية سان دورليجو في شبه جزيرة استريا مع بعض المستوطنات على هضبة كارست. تتمتع بمناخ متوسطي معتدل نسبيًا، بالرغم من أن رياح بورا القاسية والباردة تهب كثيرًا في أشهر الخريف والشتاء.
تقع حدود البلدية على البلديات التالية: كوبر (سلوفينيا) وهربيلجي كوزينا (سلوفينيا) وموجيا وسيشانا (سلوفينيا) وتريست.
لديها معبر حدودي مع سلوفينيا في بيسيك (كوزينا على الجانب السلوفيني). يوجد معبر آخر في قرية Crociata di Prebenico ، Caresana ، مع قرية Osp السلوفينية في بلدية كوبر.

## تاريخ
منذ العصور القديمة، كانت المدينة جزءًا من جمهورية البندقية، من منتصف القرن الثامن عشر حتى العام 1918، وأيضا كانت المنطقة تحت إمبراطورية هابسبورغ. من العام 1813 وصولا إلى العام 1918، كانت المنطقة المحيطة بسان دورليجو جزءًا من مقاطعة إستريا في الساحل النمساوي. كانت الغالبية العظمى (الكل تقريبًا) من السكان يتحدثون اللغة السلوفينية. بعد الحرب العالمية الأولى، ضمت مملكة إيطاليا المنطقة، وأُدرجت في المنطقة الإدارية المعروفة باسم جوليان مارش. في عام 1945، احتلها الجيش الشعبي اليوغوسلافي لفترة وجيزة ثم احتلها لاحقًا الجيشان الأمريكي والبريطاني. بين عامي 1947 و 1954، كانت جزءًا من المنطقة أ من إقليم ترييستي الحر. في عام 1954، أصبحت مرة أخرى تحت الولاية القضائية الإيطالية.

## الثقافة والتقاليد
موطن مهرجان الربيع المعروف باسم Majenca (الذي يقام في مايو) والذي يبلغ ذروته في سقوط شجرة الكرز، المربوطة في أعلى نقطة من عمود طويل. 
سان دورليجو هي موطن لمجموعة متنوعة من أشجار الزيتون تسمى bianchera istriana باللغة الإيطالية و istrska belica باللغة السلوفينية (كلاهما يعني «الأبيض الإستري»)، والمعروف عنها قدرتها على تحمل المناخ القاسي وزيت الزيتون اللطيف وعالي الجودة.
يتحدث معظم السكان المحليين بلهجتين من اللهجات السلوفينية من مجموعة اللهجات الساحلية: في غالبية البلدية، يتم التحدث باللهجة الفرعية Rižana لللهجة الإسترية، بينما في بعض القرى في الجزء الشمالي من البلدية، يتم التحدث باللهجة الكارنيولية الداخلية.

## روابط خارجية
- Majenca - صعود مايبول التقليدي